# Águilas
Águilas là một đô thị và hải cảng ở tây nam Tây Ban Nha, ở tỉnh Murcia. Đô thị này nằm ở cuối bờ biển phía nam Murcia bên Địa Trung Hải, có tên gọi là Costa Cálida, gần biên giới với tỉnh Almería. Dân số năm 2005 của đô thị này là 31.218 người.
Đô thị này có diện tích khoảng 253,7 km², với 28 km đường bờ biển. Águilas cách tỉnh lỵ 105 km. Đô thị này có nhiều bãi tắm, như Cala de la Cueva de las Palomas, Cala de la Herradura, Playa Amarilla, Playa de Calabarilla, Playa de Calacerrada, Playa de Cope, Playa de la Cañada del Negro, Playa de la Casica Verda, Playa de la Cola, Playa de la Colonía, Playa de la Galera, Playa de la Higuerica, Playa de la Rambla Elena, Playa de las Pulgas, Playa de los Cocedores, Playa de Poniente, Playa del Arroz and Playa del Barranco de la Mar.